# Helina albcornis
Helina albcornis este o specie de muște din genul Helina, familia Muscidae. A fost descrisă pentru prima dată de Camillo Rondani în anul 1871.
Este endemică în Italia. Conform Catalogue of Life specia Helina albcornis nu are subspecii cunoscute.